# Референдумы в Южной Осетии
Референдумы в Южной Осетии проводились в 1992, 2001, 2006, 2011 и 2017 году.
- В 1992 году был проведён референдум о преобразовании Юго-Осетинской автономной области в независимую Республику Южная Осетия и о воссоединении с Россией.
- В 2001 году был проведён референдум о принятии новой конституции тогда ещё непризнанной республики. Конституция принята.[1]
- В 2006 году был проведён референдум о независимости Южной Осетии. Большинство проголосовавших подтвердили согласие с курсом на независимость РЮО.[1]
- В 2011 году был проведён референдум о придании русскому языку (до тех пор — официальному) статуса государственного (наряду с осетинским, который и до референдума был государственным).
- В 2017 году был проведён референдум о переименовании в Республику Южная Осетия – Государство Алания.